# Poliambulanza (metropolitana di Brescia)
Poliambulanza è una stazione della metropolitana di Brescia a servizio dell'omonimo ospedale.

## Storia
Nel progetto di massima presentato nel 1998, la stazione ebbe il nome provvisorio di Duca Abruzzi, dalla vicina strada dedicata al Duca degli Abruzzi, nonostante fosse già concepita nell'attuale posizione, in mezzo alla campagna a sud di via Leonida Bissolati. L'impianto si sarebbe trovato sul percorso in viadotto tra Bresciadue e l'originario capolinea di Sant'Eufemia, ma ai tempi fu proposta anche una variante interrata con tracciato sotterraneo limitato ai quartieri Leonessa e Volta. Nel progetto definitivo presentato due anni dopo, invece, il tracciato in viadotto fu limitato tra il capolinea e Duca Abruzzi. Infine, in sede di Valutazione di impatto ambientale (VIA), si decise di far percorrere alla metropolitana il tracciato in galleria profonda anche tra Duca Abruzzi, rinominata Poliambulanza perché nel frattempo a nord fu edificata la nuova sede della clinica, e Bresciadue.
La stazione fu aperta al servizio pubblico il 2 marzo 2013, assieme a tutta la linea.

## Strutture e impianti
Poliambulanza è una delle due stazioni a raso della linea metropolitana, assieme alla contigua San Polo Parco. Sorge nel punto dove termina il tracciato in galleria cominciato a Ospedale e dove inizia il percorso in superficie lungo l'area agricola del Parco delle Cave bresciano. Per questo motivo, la banchina di questa stazione, unica e centrale rispetto ai due binari di corsa, si trova sotto il piano campagna, mentre la struttura per l'accoglimento dei viaggiatori è parzialmente incassata nel terreno. Come in tutte le stazioni sono presenti le porte di banchina, che impediscono ai viaggiatori di accedere ai binari in assenza del treno.
In direzione di Volta è presente un deviatoio che collega il binario diretto a Sant'Eufemia con quello diretto a Prealpino. 
La posizione della stazione fu studiata sia per gli utenti provenienti dal casello autostradale di Brescia Centro dell'autostrada A4 e dall'uscita 8, sempre denominata Brescia Centro, della tangenziale Sud di Brescia sia per i lavoratori e i visitatori della clinica Poliambulanza, secondo centro ospedaliero di Brescia dopo gli Spedali Civili.

## Servizi
La stazione dispone di:
- Biglietteria automatica

## Interscambi
Attorno alla stazione è presente un parcheggio scambiatore dalla capienza di 460 posti auto.
- Fermata autobus Brescia Trasporti